# Condado de Chippewa (Michigan)

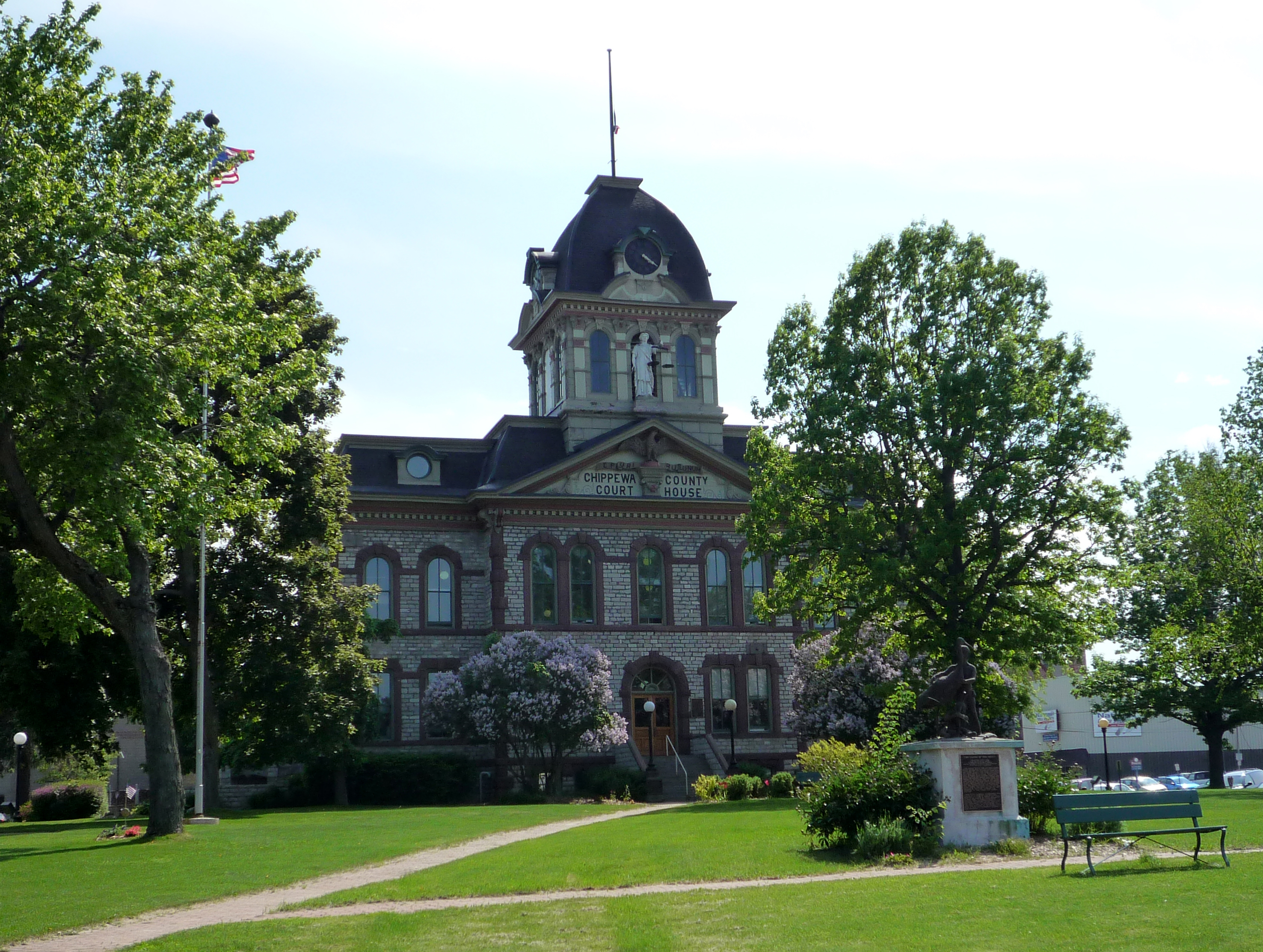
Chippewa County Courthouse, Sault Ste. Marie.

O Condado de Chippewa é um dos 88 condados do estado americano de Michigan. A sede do condado é Sault Ste. Marie, e sua maior cidade é Sault Ste. Marie.
O condado possui uma área de 6 988 km² (dos quais 2 945 km² estão cobertos por água), uma população de 38 543 habitantes, e uma densidade populacional de 10 hab/km² (segundo o censo nacional de 2000). O condado foi fundado em 1826.